# Ozeljan
Ozeljan – wieś w Słowenii, w gminie miejskiej Nova Gorica. W 2018 roku liczyła 805 mieszkańców. 